# Toranj Belém
Toranj Belém (portugalski: Torre de Belém) ili Toranj sv. Vinka je utvrđeni toranj u četvrti Santa Maria de Belém u Lisabonu. On je jedan od najboljih primjera originalnog portugalskog kasnogotičkog manuelinskog stila. Zbog njegove umjetničke, ali i povijesne važnosti tijekom velikih zemljopisnih otkrića, upisan je na UNESCO-ov popis mjesta svjetske baštine u Europi 1983. godine, zajedno s obližnjim Jeronimitskim samostanom.

## Povijest i odlike
Toranj Belém je 1515. godine dao izgraditi kralj Ivan II. Portugalski kao dio obrambenog sustava ušća rijeke Tagus i svečanog ulaza u Lisabon. Izgrađen je u manuelinskom stilu, s naznakama starije gotičke arhitekture, od lokalnog lioz vapnenca, a sastoji se od bastiona i 30 metara visokog tornja od četiri kata. Izgrađen je na malenom otoku na rijeci Tagus, nedaleko od lisabonske obale, a danas je, postupnim prirodnim nasipanjem ušća rijeke, spojen s obalom.
Toranj je gradio arhitekt jeronimitskog samostana, Diogo de Boitaca, i posvećen je 1521. godine svecu zaštitnuku Lisabona, Svetom Vinku, čime je obilježena ekspedicija Vasca da Game. Na njemu se nalazi skulptura "Gospa od moreplovaca" koja je postala simbolom zaštite moreplovaca, iznad portala je prikazana obručna sfera (nautički instrument i simbol pomorstva, ali i uređenog svemira), a na sjeverozapadnom zidu se nalazi glava nosoroga, prvi prikaz ove životinje u Europi. Bastion je posebno bogato ukrašen vrpčastim reljefima, tornjićima u obliku školjaka, i izlomljenim maurskim balkonima.
Za vrijeme španjolske vladavine (1581. – 1640.) služio je kao zatvor za političke zatvorenike, a služio je i kao carinarnica za brodove koji su ulazili u Lisabon.
Njegova vojna oprema je osuvremenjena 1589. i 1814. godine, a 1845. godine kraljica Marija II. Portugalska ga je obnovila u neo-maulinskom stilu, na nagovor romantičarskog pisca Almeide Garretta.

## Vanjske poveznice
- Službena stranica  Arhivirana inačica izvorne stranice od 26. srpnja 2010. (Wayback Machine) (engl.) (port.)

### Ostali projekti
|  | Zajednički poslužitelj ima još gradiva o temi Toranj Belém |